# Victor Clavel
Pour les articles homonymes, voir Clavel.
Victor Clavel, né le 26 février 1822 à Carpentras et mort à Lyon le 6 mars 1902 , est un professeur de lettres français.

## Biographie
Victor-Émile Clavel étudie au lycée de Metz puis au lycée Charlemagne de Paris. Admis en 1842 à l'École normale supérieure, il est agrégé et docteur ès lettres.
Il enseigne les lettres à Grenoble, à Alger, à Montpellier, à Dijon, à Amiens, à Bourges et à Bordeaux. Il devient professeur à la faculté de Lyon en 1878 jusqu'à sa retraite en 1893, où il est nommé professeur honoraire.
Conseiller municipal de la ville de Lyon depuis 1879, il en devient adjoint au maire en 1881. Il est aussi président du denier des écoles, membre du Conseil académique, administrateur de l'école nationale des beaux-arts de Lyon, de l'école normale des jeunes filles et président de l'école supérieure de comptabilité pour dames.

## Distinction
Victor Clavel est fait chevalier de la Légion d'honneur le 13 juillet 1893. Il est aussi officier de l'Instruction publique et officier du Nichan Iftikhar.